# 尤蒂卡 (明尼蘇達州)
尤蒂卡（英語：Utica）是一個位於美國明尼蘇達州威諾納縣的城市。

## 歷史
尤蒂卡的郵局自1856年營運至今。此地得名自紐約州的尤蒂卡。

## 人口
根據2020年美國人口普查的數據，尤蒂卡的面積為2.56平方千米，皆為陸地。當地共有人口266人，而人口密度為每平方千米104人。